# La Ligne blanche
Pour plus de détails, voir Fiche technique et Distribution.
La Ligne blanche est un film français réalisé par Olivier Torres sorti en 2011.

## Synopsis
Jean est un comédien de théâtre qui mène une vie dissolue. Séparé de la mère de son enfant, Sylvain, il consacre l'essentiel de son temps à son travail, à l'alcool et aux femmes. Sylvain, son fils, en pleine adolescence, souhaite se rapprocher de son père. Sur un coup de tête, ils décident de rejoindre un vieil ami de Jean, Bob, l'Américain, qui vit dans un ranch isolé. Dès leur arrivée ils vont tenter de s’appréhender mutuellement,.

## Fiche technique
- Réalisation : Olivier Torres
- Scénario : Olivier Torres, Laetitia Trapet et Antoine Lacomblez
- Photographie : Caroline Champetier
- Musique : Elliott Murphy et Olivier Durand
- Montage : Marie Da Costa
- Son : Olivier Levacon
- Costumes : Sonia Bosc
- Décors : Ambroise Cheneau
- Durée : 80 min
- Date de sortie :
  -  France : 31 août 2011

## Distribution
- Pascal Bongard : Jean
- Julien Bouanich : Sylvain
- Elliott Murphy : Bob
- Arly Jover : Alice
- Judith Davis : Sonia
- Jérôme Kircher : André
- Marie Bunel : Sophie
- Joana Preiss : Anna
- Audrey Bonnet : Sandra
- Françoise Viallon-Murphy : Audrey
- Eriq Ebouaney : François
- Charlie Anagonou : Julien
- Thania Birem : Elodie
- Laureline Kuntz : Ruth
- Amandine Pornin : Angela
- Jacques Nolot : Serge
- Marcial Di Fonzo Bo : Raul Figueras
- Eva Ionesco : la costumière
- Mathieu Vadepied : Emmanuel
- Caroline Champetier : la directrice